# Reacție Barton-McCombie
Reacția Barton-McCombie este o reacție organică de dezoxigenare, prin care o grupă funcțională hidroxil dintr-un compus organic este înlocuită de un atom de hidrogen sau o grupă alchil. Denumirea sa a fost dată după chimiștii britanici Sir Derek Harold Richard Barton și Stuart W. McCombie.